# Muzeum Puszczy Drawskiej i Noteckiej im. Franciszka Grasia
Muzeum Puszczy Drawskiej i Noteckiej im. Franciszka Grasia – muzeum regionalne w Drezdenku; założone w 1985, gromadzi materiały dotyczące historii miasta i okolic, gospodarki leśnej, myślistwa, rolnictwa, gospodarki domowej i pszczelarstwa.

## Historia
W 1885 staraniem ówczesnego burmistrza Driesen, Adolfa Recklinga powstało muzeum regionalne, które zlokalizowano na parterze nowo wybudowanej szkoły (obecnie Szkoła Podstawowa nr 1). W 1945 muzeum uległo zniszczeniu, a zbiory zostały stracone. Do idei założenia muzeum powrócono dopiero w latach 70. XX wieku, inicjatorem był miejscowy nauczyciel i społecznik Franciszek Graś (1923–1991), który doprowadził do otwarcia Izby Muzealnej w 1973. Pomimo że Izba przetrwała tylko 5 lat, Graś kontynuował starania i w 1985 powstało Muzeum Puszczy Drawskiej i Noteckiej. Pierwszym dyrektorem utworzonego w 1985 muzeum został Franciszek Graś. W 2001, 10 lat po śmierci Grasia, Muzeum nazwano jego imieniem.

## Siedziba
Muzeum mieści się w budynku dawnej zbrojowni wzniesionej na początku XVII wieku na terenie twierdzy w Drezdenku. Gdy w połowie XVIII w. twierdza straciła znaczenie militarne, budynek arsenału sprzedano kupcowi z Poznania i zaadaptowano na magazyn. W tym czasie dobudowano trzy kondygnacje w konstrukcji szachulcowej, w budynku magazynowano m.in. mąkę, zboże, sól i wino. Po drugiej wojnie światowej spichlerz znajdował się w rękach prywatnych, pod koniec lat 70. przejęło go miasto i w latach 1981–85 zaadaptowało na potrzeby placówki muzealnej. Zbiory powstały głównie dzięki darowiznom kół łowieckich, nadleśnictw i osób prywatnych.
W bezpośrednim sąsiedztwie budynków muzeum stoi zabytkowa brama forteczna dawnej twierdzy.

## Zbiory
Obecnie placówka posiada ok. 1500 eksponatów, które umieszczono w czterech działach:
- parter – eksponaty z historii miasta i okolicy, urządzane są tu również wystawy,
- I piętro – myślistwo i gospodarka leśna, szczególnie liczne są zbiory gatunków fauny (ponad 200 okazów) i narzędzi używanych do pracy w lesie,
- II piętro – rolnictwo i gospodarka domowa, zgromadzono tu narzędzia do uprawy roli i gospodarstwa domowego,
- poddasze – dział pszczelarski.

## Galeria

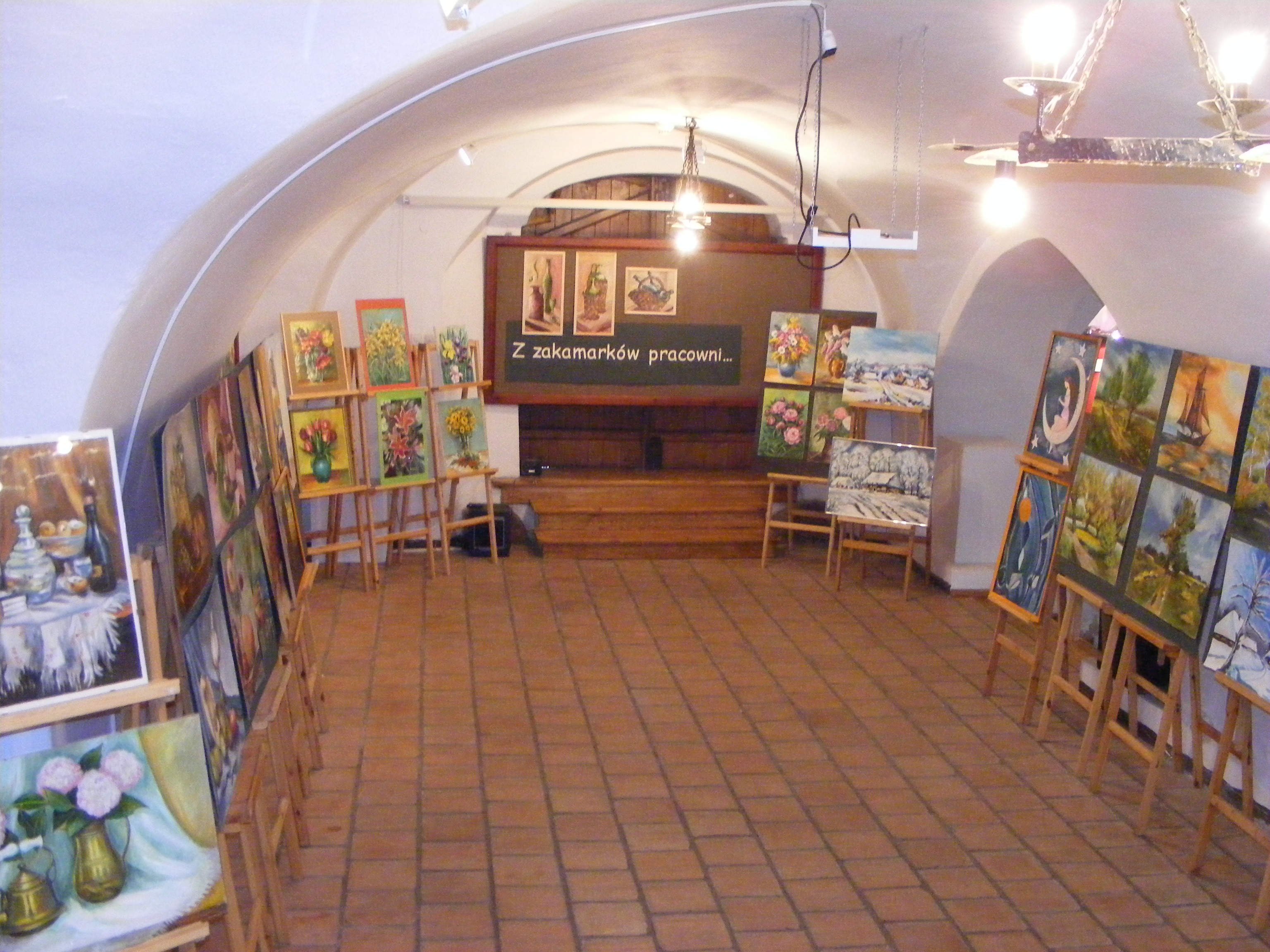
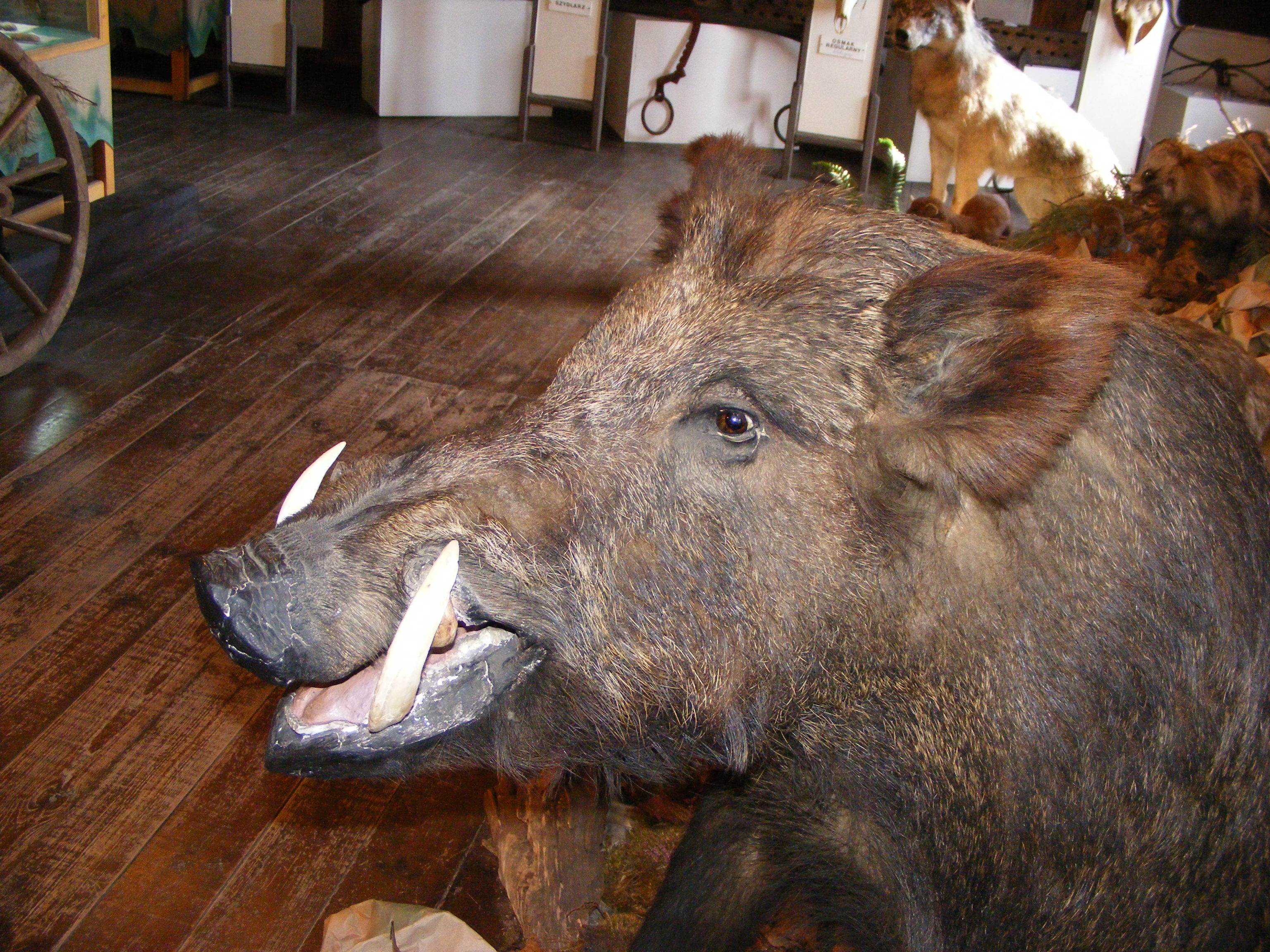
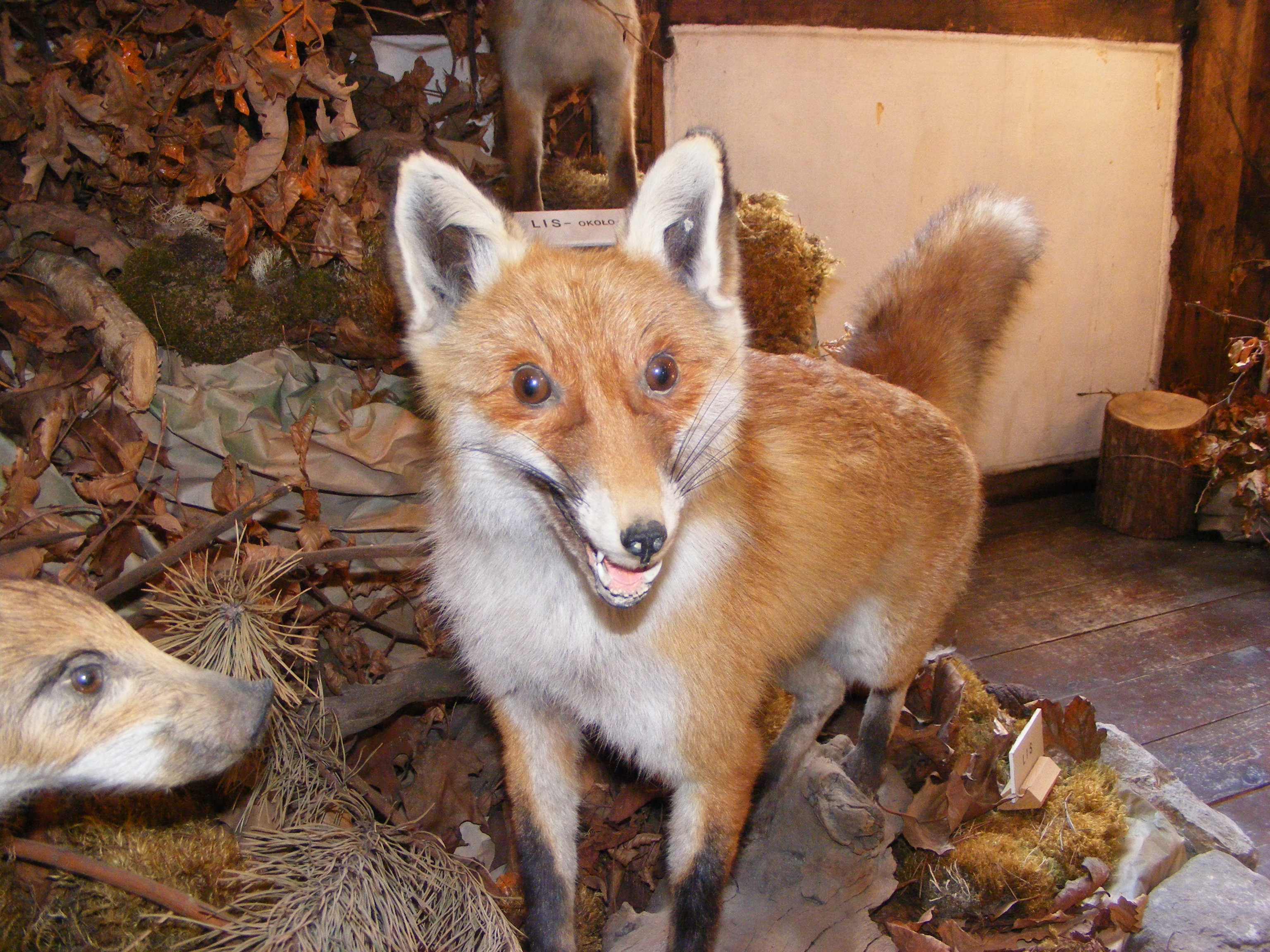
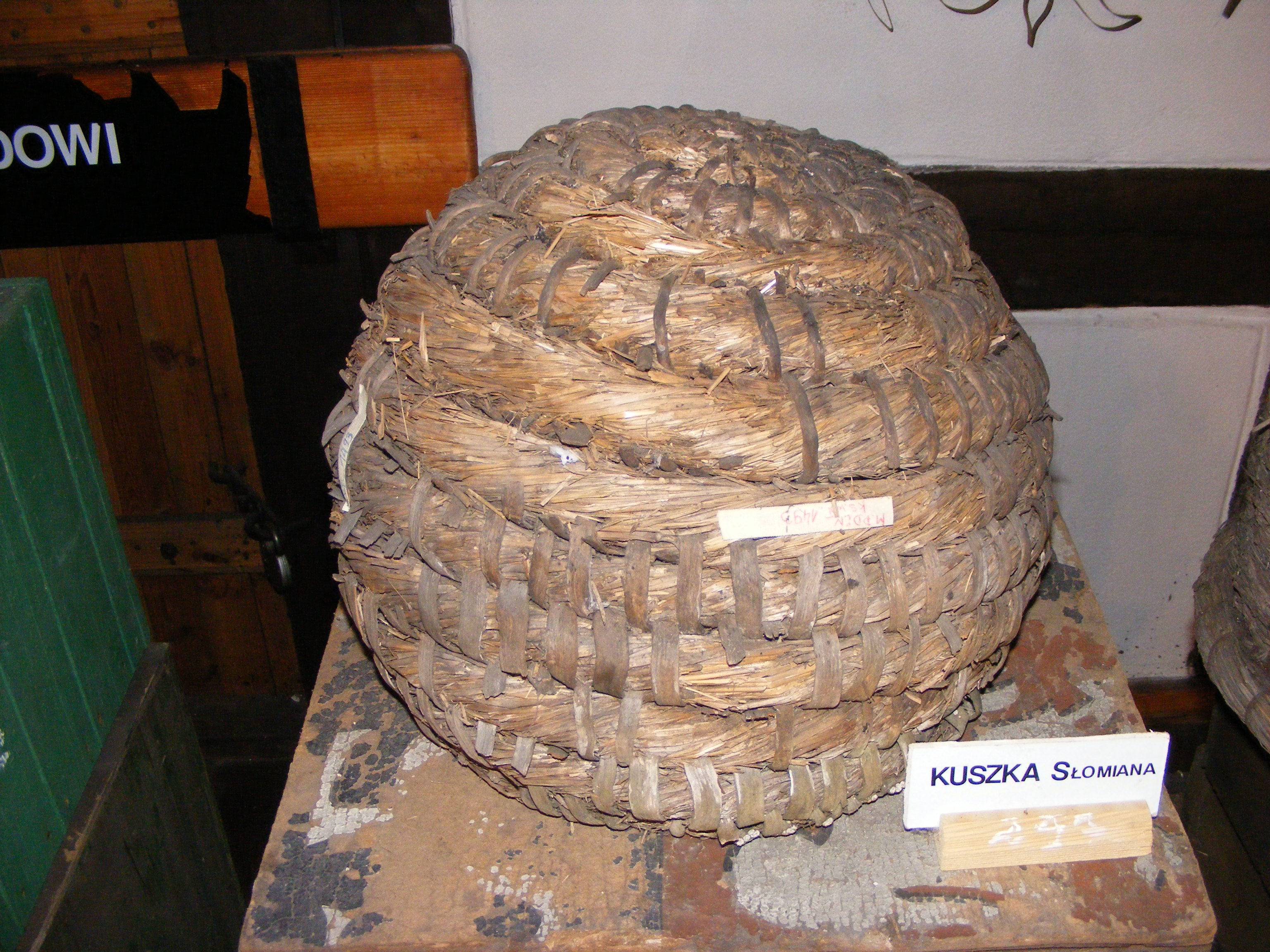